# Riksarkivet (Norge)
 For alternative betydninger, se Riksarkivet. (Se også artikler, som begynder med Riksarkivet)
Riksarkivet (til 1907 Rigsarkivet) er en norsk statslig kultur- og forvaltningsinstitution, etableret i 1817. Den er en del af Arkivverket, en etat som har som sin vigtigste opgave at føre tilsyn med og varetage bevaringsværdige arkiver. Riksarkivet har ansvar for at bevare arkiverne fra den statslige centraladministration, dvs. departementer og direktorater m.v., samt den norske Høyesterett. 
Fra tiden før 1814 har Riksarkivets arkiver efter norske centrale instanser, som Statholderskabet på Akershus, og serier som gælder norske forhold fra centraladministrationen i København. Riksarkivet opbevarer også en række nyere og ældre private arkiver fra virksomheder, organisationer og enkeltpersoner. Institutionen har endvidere et stort antal middelalderbreve og fragmenter.
Riksarkivaren er leder for Riksarkivet og Arkivverket.

## Historie
Riksarkivet blev oprettet i 1817, tre år efter Norges oprettelse som eget rige i den svensk-norske union. Stillingen som rigsarkivar blev oprettet i 1840, og digteren Henrik Wergeland blev udnævnt som den første rigsarkivar. Fra oprettelsen indtil 1866 havde arkivet til huse i Sydfløyen og Romeriksfløyen på Akershus fæstning. Derefter har Riksarkivet haft forskellige tilholdssteder i Kristiania/Oslo. Hovedkontoret med en del magasiner var i den gamle Norges Bank-bygning på Bankplassen 3 fra 1914 til 1978. Magasinerne var ellers spredt på forskellige steder, blandt andet i gamle krudtmagsiner på Hovedøya. I 1978 kunne Riksarkivet tage nybyggede kontorlokaler og fjeldmagasiner på Sognsvann i brug, hvor institutionen holder til sammen med Statsarkivet i Oslo og Stiftelsen Asta.
Norsk lokalhistorisk institutt og Sekretariatet for fotoregistrering holdt også til i Riksarkivbygningen i en periode. Det samme gjorde Norsk kjeldeskriftinstitutt og Privatarkivkommisjonen, som begge siden er lagt ind under Riksarkivet.

## Om institutionen i dag
Arkiverne som opbevares i Riksarkivet kan benyttes af alle, både de som har behov i forbindelse med forskning, fag eller erhverv – og private som arbejder med slægtsforskning eller andre undersøgelser. I Riksarkivets lokaler på Sognsvann er der læsesal og muligheder for affotografering af arkivmateriale, som er offentligt tilgængeligt. Det ældste dokument i Riksarkivet er dateret 28. januar 1189 og er et brev fra pave Clemens 3. til gejstligheden i Norge. Det ældste dokument skrevet på norsk er udateret, men kan ud fra indholdet bestemmes til ca. 1210.
Dele af arkivmaterialet som opbevares i Riksarkivet og Arkivverket er digitaliseret. Disse kilder er gratis tilgængelige for alle brugere på etatens kildenetsted Digitalarkivet.
Dele af arkivmaterialet er klausuleret. Det gælder først og fremmest materiale, som indeholder information, der er tavshedsbelagte efter bestemmelserne i forvaltningsloven. For privatarkiver kan der i tilgift være restriktioner, der er sat af de, som har indleveret arkivet. I sådanne tilfælde kan der gives adgang efter specielle regler. Adgang gives sædvanligvis i to tilfælde: Ved dokumenterede forskningsbehov og til den som måtte være part i en relevant retssag.
Riksarkivet er ministeriernes heraldiske rådgiver og indstillende instans for nye kommunevåbener, når kommuner og fylkeskommuner ønsker at få fastsat deres våben ved en kongelig resolution. Riksarkivet har derfor haft stor indflydelse på de regler, som bliver anvendt på valg af indhold og udformning af nye kommunevåben i Norge. Det strenge krav om enkelhed som Riksarkivet har praktiseret fra omkring 1930, adskiller sig fra praksis vedrørende offentlige våben i mange andre lande.

## Rigsarkivarer
| 1840–1845 | Henrik Wergeland                   |
| 1845–1861 | Christian A. Lange                 |
| 1861-1863 | Peter Andreas Munch (konstitueret) |
| 1863-1896 | Michael Birkeland                  |
| 1896-1905 | Henrik J. Huitfeldt-Kaas           |
| 1906-1912 | Ebbe Hertzberg                     |
| 1913-1933 | Kristian Brinch Koren              |
| 1933-1959 | Asgaut Steinnes                    |
| 1961-1964 | Reidar Omang                       |
| 1965-1982 | Dagfinn Mannsåker                  |
| 1983-2006 | John Herstad                       |
| 2006-     | Ivar Fonnes                        |